# Horaga araotina
Horaga araotina är en fjärilsart som beskrevs av Evans 1933. Horaga araotina ingår i släktet Horaga och familjen juvelvingar. Inga underarter finns listade i Catalogue of Life.